# Hydroalcoxylation
L'hydroalcoxylation est une réaction chimique qui combine des alcools avec des alcènes ou des alcynes en donnant des éthers.
Cette réaction convertit les alcènes en éthers dialkyliques ou arylalkyliques :
R’OH + RCH=CH2 ⟶ R’OCH(R)–CH3.
De même, les acynes sont convertis en éthers vinyliques :
R’OH + RC≡CH ⟶ R’OC(R)=CH2.
L'hydroalcoxylation suit la règle de Markovnikov. Le procédé présente une bonne utilisation atomique (en) dans le sens où il ne génère aucun sous-produit. La réaction est catalysée par des bases ainsi que par des complexes de métaux de transition. Habituellement, les éthers symétriques sont préparés par déshydratation d'alcools tandis que les éthers asymétriques sont obtenus par synthèse de Williamson à partir d'halogénoalcanes et d'alcoolates de métaux alcalins.